# Тонгуо
Тонгуо́ — река в Якутии, правый приток Вилюя. Длина реки — 317 км (вместе с Орто-Сала 350 км), площадь водосборного бассейна — 6 940 км². Берёт начало на Приленском плато от слияния рек Орто-Сала и Анабыл на высоте более 241 м над уровнем моря. Протекает по Центральноякутской равнине преимущественно в северном и северо-западном направлении. Активно меандрирует. Впадает в Вилюй справа выше Верхневилюйска на высоте около 98 м. Питание снеговое и дождевое. Замерзает в октябре, вскрывается во второй половине мая. В нижнем течении ширина около 50 м, глубина 1 метр, скорость течения 0,5 м/с. Основные притоки от устья: Тарын (длина 35 км), Тонгуочан (94 км), Далыгыр (43 км), Онхотукан (39 км), Логлор (76 км), Табасында (40 км).